# Лич
45°16′ пн. ш. 14°43′ сх. д. / 45.27° пн. ш. 14.71° сх. д.
Лич (хорв. Lič) — населений пункт у Хорватії, у Приморсько-Горанській жупанії у складі громади Фужине.

## Населення
Населення за даними перепису 2011 року становило 504 осіб.
Динаміка чисельності населення поселення:

## Клімат
Середня річна температура становить 7,44 °C, середня максимальна – 20,57 °C, а середня мінімальна – -6,65 °C. Середня річна кількість опадів – 1511 мм.
| Клімат поселення                              | Клімат поселення | Клімат поселення | Клімат поселення | Клімат поселення | Клімат поселення | Клімат поселення | Клімат поселення | Клімат поселення | Клімат поселення | Клімат поселення | Клімат поселення | Клімат поселення | Клімат поселення |
| Показник                                      | Січ.             | Лют.             | Бер.             | Квіт.            | Трав.            | Черв.            | Лип.             | Серп.            | Вер.             | Жовт.            | Лист.            | Груд.            |                  |
| Середній максимум, °C                         | 4,19             | 4,97             | 7,64             | 11,44            | 16,13            | 19,87            | 20,57            | 20,25            | 16,70            | 12,72            | 7,63             | 3,65             |                  |
| Середня температура, °C                       | −1,24            | −0,45            | 2,22             | 6,01             | 10,72            | 14,46            | 16,56            | 16,24            | 12,69            | 8,72             | 3,63             | −0,35            |                  |
| Середній мінімум, °C                          | −6,65            | −5,86            | −3,18            | 0,60             | 5,31             | 9,04             | 12,56            | 12,25            | 8,69             | 4,72             | −0,37            | −4,36            |                  |
| Норма опадів, мм                              | 102              | 99               | 112              | 126              | 111              | 128              | 90               | 111              | 138              | 169              | 184              | 141              |                  |
| Середньомісячна швидкість вітру, м/с          | 3.46             | 3.60             | 3.60             | 3.32             | 3.06             | 2.91             | 2.77             | 2.87             | 3.01             | 3.37             | 3.69             | 3.75             |                  |
| Середньомісячна сонячна радіація, кДж/м²·день | 4349             | 7210             | 10431            | 14743            | 18821            | 20420            | 22051            | 18476            | 13778            | 9057             | 4725             | 3674             |                  |
| --------------------------------------------- | ---------------- | ---------------- | ---------------- | ---------------- | ---------------- | ---------------- | ---------------- | ---------------- | ---------------- | ---------------- | ---------------- | ---------------- | ---------------- |
| Джерело:                                      |                  |                  |                  |                  |                  |                  |                  |                  |                  |                  |                  |                  |                  |